# Hermann Schöne (Architekt)

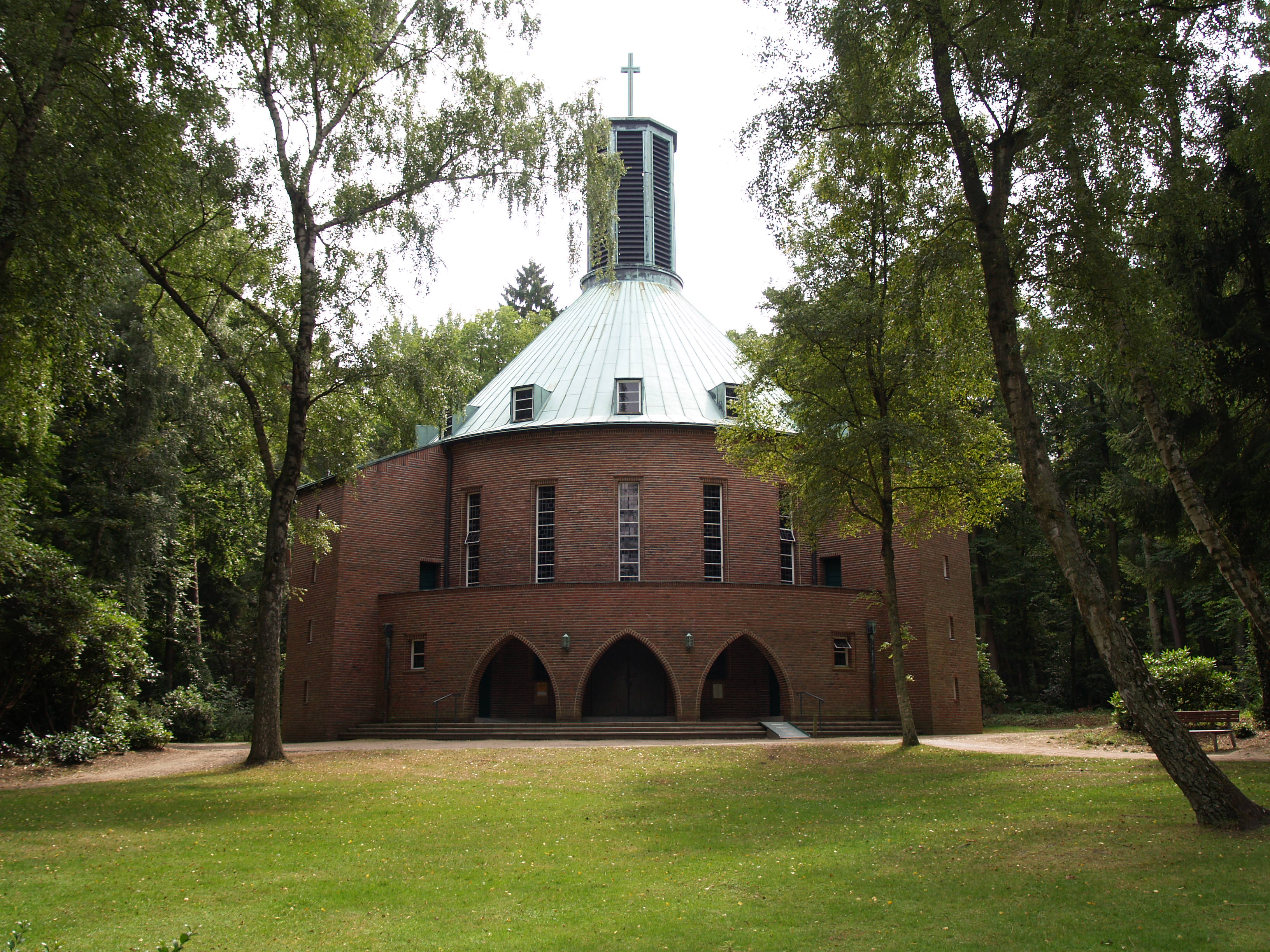
Bismarck-Gedächtniskirche in Aumühle

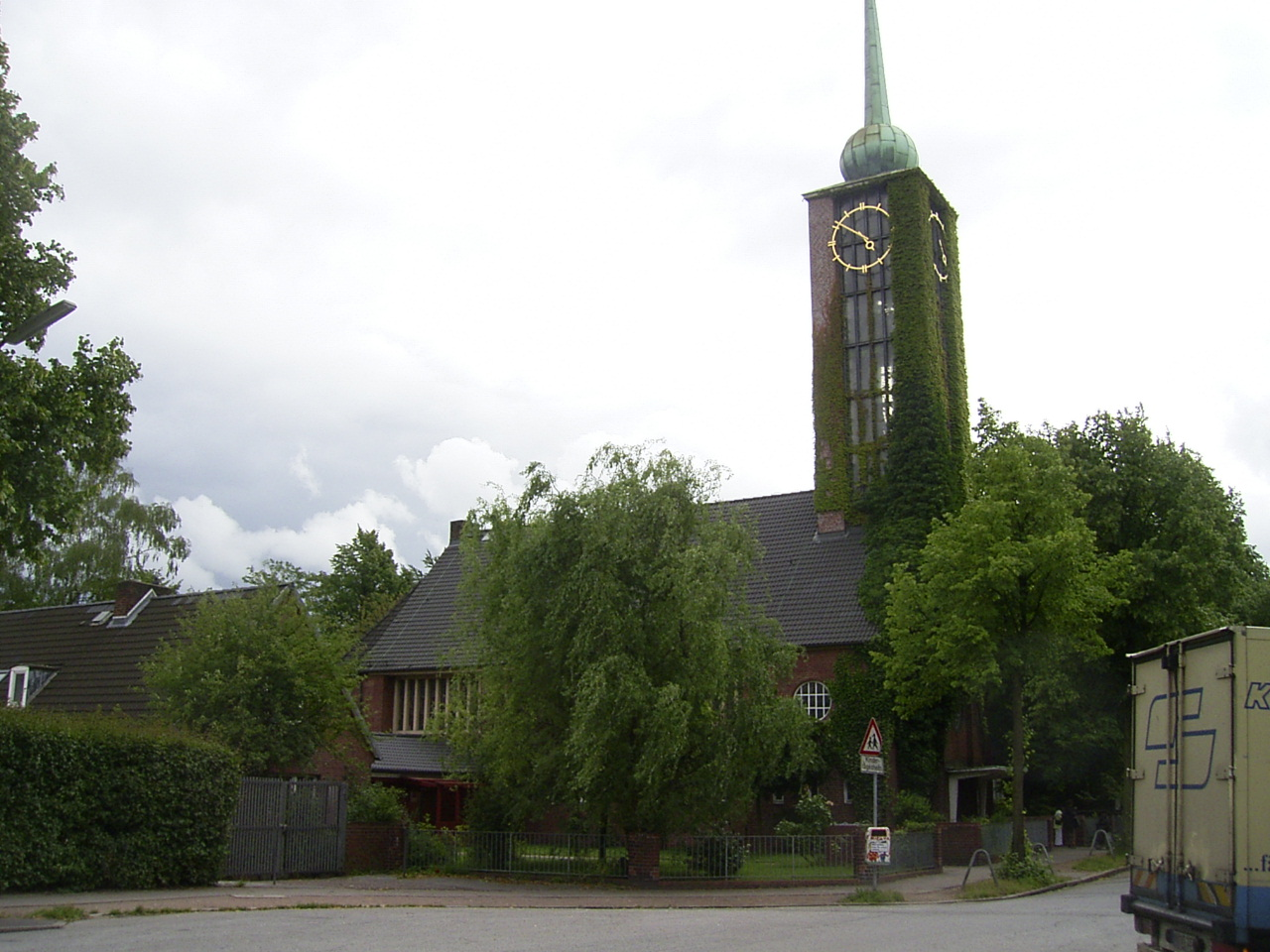
Immanuelkirche in Hamburg-Veddel

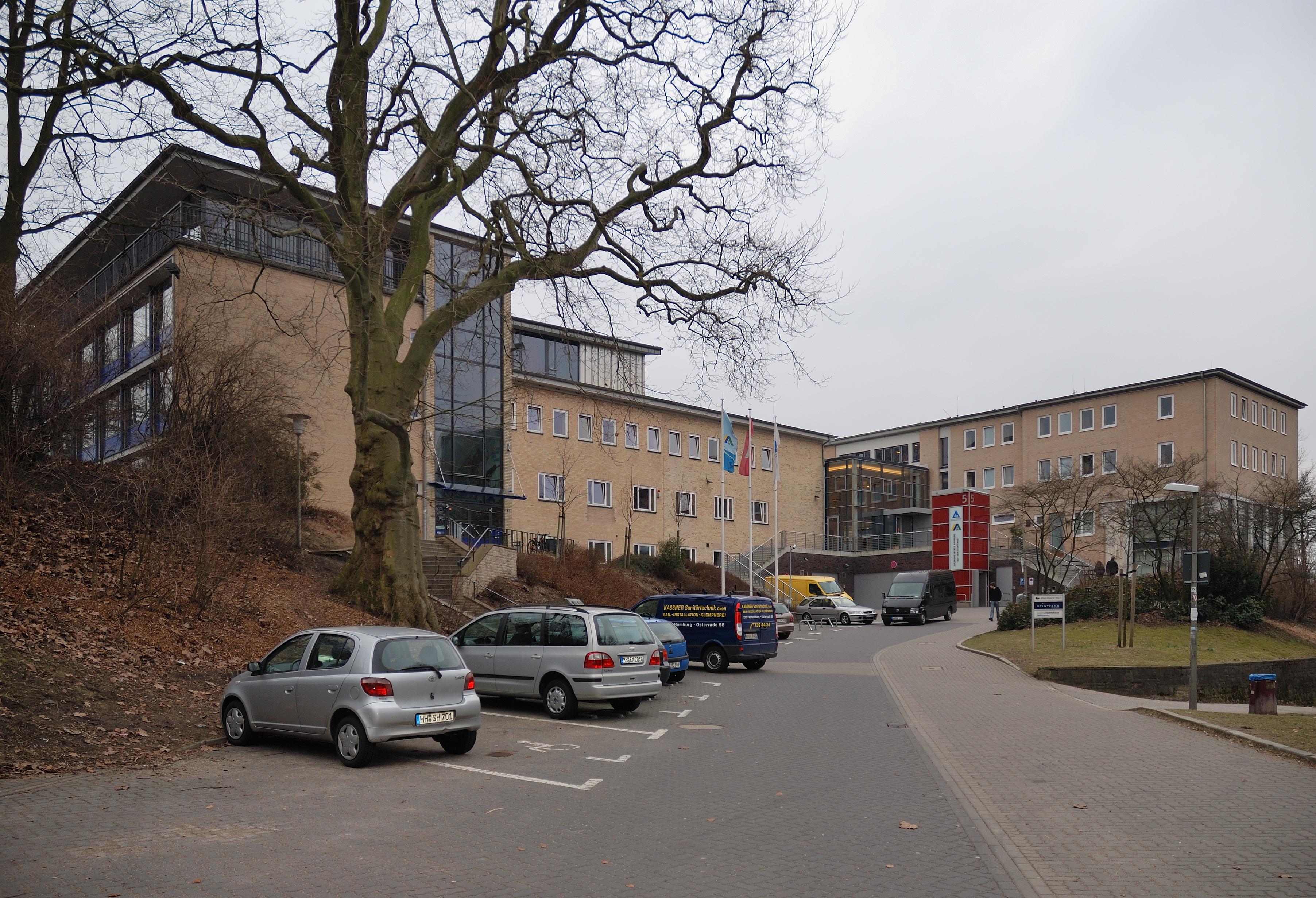
Jugendherberge auf dem Stintfang in Hamburg

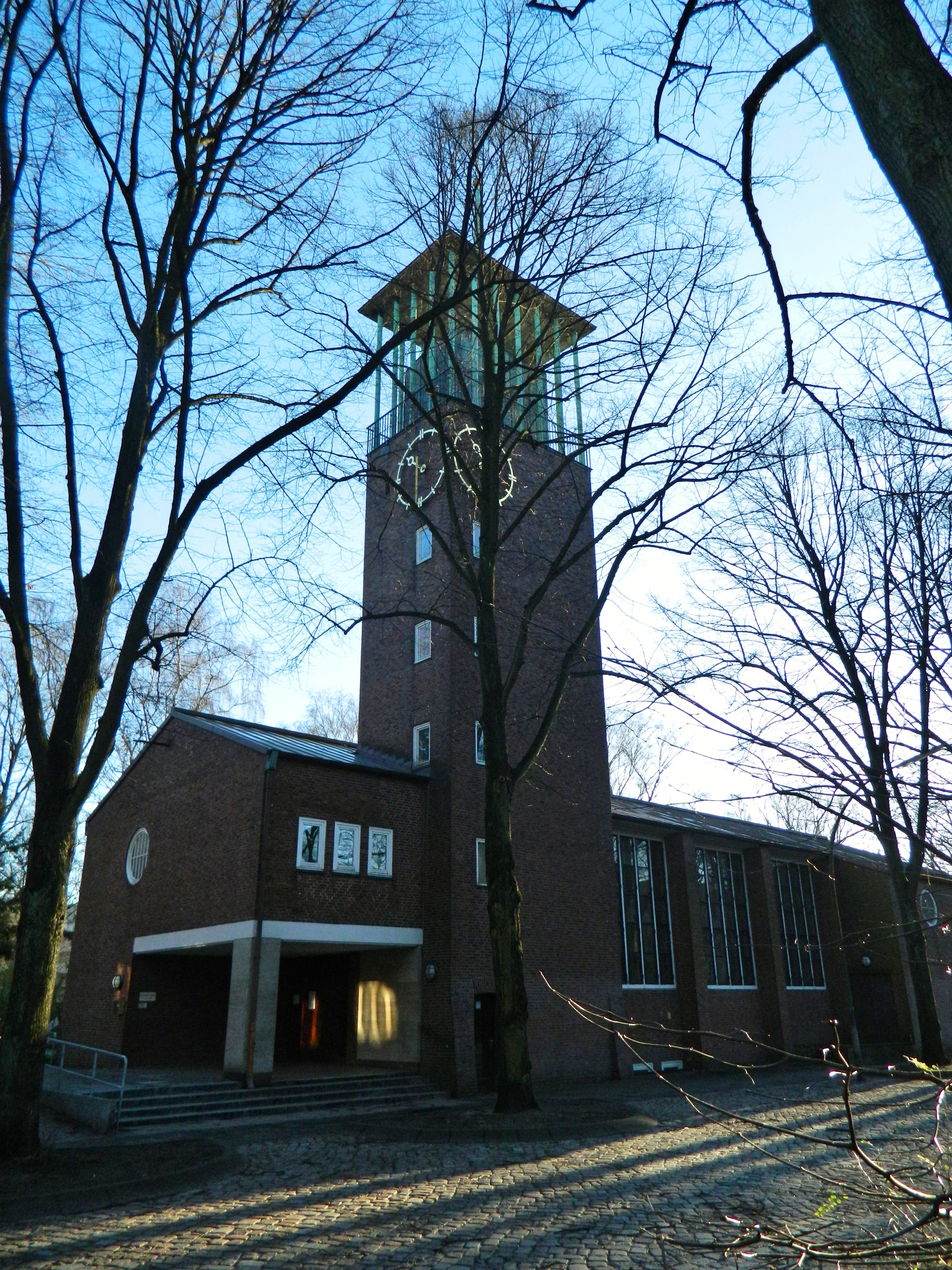
St. Gabriel in Hamburg-Barmbek

Hermann Schöne (* 6. Juni 1894 in Hamburg; † 19. Oktober 1982 ebenda) war ein deutscher Architekt.

## Leben
Von 1911 bis 1914 war Hermann Schöne als Mitarbeiter bei dem Hamburger Architekten Heinrich Bomhoff tätig. Von 1928 bis 1949 arbeiteten beide in einer Büropartnerschaft. Danach tat sich Schöne mit dem Architekten Günther Schudnagies zusammen. Schöne war zeitweise Vorsitzender der Ortsgruppe Hamburg des Bundes Deutscher Architekten (BDA).
Hermann Schöne wurde auf dem Friedhof Ohlsdorf beigesetzt. Die Grabstätte befindet sich im Planquadrat Z 8.

## Werk (Auswahl)
- 1929: Kirchenpauer-Gymnasium (heute Norddeutsche Akademie für Finanzen und Steuerrecht) in Hamburg-Hamm (mit Heinrich Bomhoff)
- 1929: Mehrfamilienwohnhaus-Bebauung Glindweg 16–32, Hanssensweg 2–8 und Jean-Paul-Weg 19–35 in Hamburg-Winterhude, Jarrestadt (mit Heinrich Bomhoff)
- 1930: Bismarck-Gedächtnis-Kirche in Aumühle (mit Heinrich Bomhoff)[2]
- 1935: Erweiterung der Verwaltungsgebäude der Ebano-Asphalt-Werke in Hamburg-Wilhelmsburg (mit Heinrich Bomhoff)
- 1953: Jugendherberge in Hamburg, auf dem Stintfang[3]
- 1954: Wiederaufbau der Immanuelkirche in Hamburg-Veddel
- 1956: St.-Gabriel-Kirche in Hamburg-Barmbek[4]
- 1963: Kindertagesstätte in Hamburg-Alsterdorf, Höhenstieg 5 (mit Günther Schudnagies; unter Denkmalschutz)